# Возианова, Жанна Ивановна
Жанна Ивановна Возианова (девичья фамилия Алексеенко; 6 февраля 1937, посёлок городского типа Пяндж, Таджикская ССР) — советский и украинский инфекционист, академик Национальной академии медицинских наук Украины (2002), доктор медицинских наук (1988), профессор (1990), Заслуженный деятель науки и техники Украины (1997), Заслуженный врач Украины (2001), лауреат Государственной премии Украины в области науки и техники (2005), заведующий кафедрой инфекционных болезней Национального медицинского университета имени А. А. Богомольца МЗ Украины (с 1989 по 2005 гг.).

## Биография
После окончания Киевского медицинского института (1954-1960) работала врачом-инфекционистом в Белоцерковской инфекционной больнице (1960-1962); ординатором военного госпиталя в г. Северодвинске Архангельской области (1962-1966); ординатором инфекционного отделения 408-го Киевского окружного военного госпиталя (1966-1968).
С 1968 по 2010 год — на кафедре инфекционных болезней Национального медицинского университета имени А. А. Богомольца МЗ Украины.
В 1971 году защитила кандидатскую диссертацию «Перенос кишечных простейших и роль E. histolytica в возникновении хронических заболеваний кишечника» (научный руководитель, профессор Сокол, Александра Семёновна), в 1988 году — докторскую диссертацию «Поражение поджелудочной железы при вирусных гепатитах А и В (клиника, диагностика, лечение)».

## Семья
Муж — Возианов, Александр Федорович, академик Национальной академии наук Украины.
Сын — Возианов, Сергей Александрович, член-корреспондент Национальной Академии медицинских наук Украины, директор ДУ «Институт урологии НАМН Украины»

## Научная деятельность
Одним из главных направлений научной деятельности Ж. И. Возиановой является изучение патогенеза, особенностей клинического течения и разработка новых методов диагностики и лечения вирусных гепатитов, в частности тех, что сочетаются с другой патологией. Изучая причины и механизмы поражения органов брюшной полости при вирусных гепатитах, Жанна Ивановна обосновала принципы этапного лечения больных вирусным гепатитом; выяснила патогенетическая взаимосвязь между особенностями течения острых вирусных гепатитов и развитием хронических гепатитов. Провела научные исследования механизмов поражения миокарда, центральной нервной системы, почек и других органов в различные стадии течения дифтерии, что позволило разработать новые методы лечения. Занималась изучением особенностей течения менингитов различной этиологии, острых респираторных вирусных инфекций.
Автор 300 научных публикаций, в том числе фундаментального трьохтомного учебника «Инфекционные и паразитарные болезни». Имеет 6 авторских свидетельств.
Подготовила 6 докторов и 15 кандидатов медицинских наук.
Член экспертного совета МОН Украины, главный редактор журнала «Современные инфекции» (1998-2010 гг.), член редколлегий ряда научных профильных журналов.

## Награды
- Медаль «Ветеран труда»
- медаль имени академика Н. Д. Стражеско «За заслуги в здравоохранении»
- Заслуженный деятель науки и техники Украины
- Заслуженный врач Украины
- лауреат Государственной премии Украины в области науки и техники

## Основные научные труды
- «Теоретические принципы компьютерной диагностики острых вирусных гепатитов» (1998 г.);
- «Некоторые особенности состояния иммунитета больных вирусными гепатитами В + С, употребляющих наркотики» (1999 г.);
- «Ранняя диагностика дифтерийных полинейропатий» (1999 г.);
- «Инфекционные и паразитарные болезни»/«Инфекционные и паразитарные болезни» в 3-х тт (2000 г., 2001 г., 2003 г., 2008 г.)